# Ganggrab von Ostenwalde

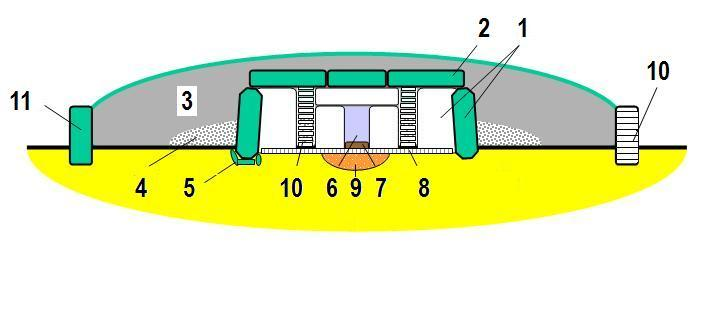
Schema Ganggrab (Querschnitt) 1=Trag-, 2= Deckstein, 3=Erdhügel, 4=Dichtung, 5=Verkeilsteine, 6=Zugang, 7= Schwellenstein. 8=Bodenplatten, 9=Unterbodendepots, 10=Zwischenmauerwerk 11=Randsteine

Das Ganggrab von Ostenwalde ist eine Megalithanlage in Ostenwalde in der Stadt Werlte, im Landkreis Emsland in Niedersachsen. Das Großsteingrab ist unter der Sprockhoff-Nr. 835 registriert und Teil der Straße der Megalithkultur. Die Megalithanlage aus der Jungsteinzeit wurde von der Trichterbecherkultur (TBK) zwischen 3500 und 2800 v. Chr. errichtet. Das Ganggrab ist eine Bauform jungsteinzeitlicher Megalithanlagen, die aus einer Kammer und einem baulich abgesetzten, lateralen Gang besteht. Diese Form ist primär in Dänemark, Deutschland und Skandinavien, sowie vereinzelt in Frankreich und den Niederlanden zu finden. Neolithische Monumente sind Ausdruck der Kultur und Ideologie neolithischer Gesellschaften. Ihre Entstehung und Funktion gelten als Kennzeichen der sozialen Entwicklung.

## Beschreibung
Das Ganggrab liegt nicht am Originalstandort, sondern wurde 1971 nach der wissenschaftlichen Untersuchung und Restaurierung um etwa 70 Meter östlich des ehemaligen Standortes an die Landesstraße L53 versetzt. Die Kammer wurde, nachdem Versuche gescheitert waren, die Decksteine wieder sauber aufzulegen, offen gelassen, um einen Einblick in die Bautechnik der sehr gut erhaltene Megalithanlage zu vermitteln. Die Kammer ist etwa west-ost-orientiert. Alle 14 Tragsteine sind vorhanden – zwei wurden ergänzt. Die fünf Decksteine (einer ist gespalten) liegen neben der Anlage. Der Zugang befindet sich etwa in der Mitte der südlichen Langseite. Gangsteine sind keine erhalten. Die Kammer hat eine innere Länge von 8,5 Meter und eine Breite von 1,8 Meter. Ob die Anlage ursprünglich auch Einfassungssteine und einen Hügel hatte, lässt sich nicht feststellen. 
Bei der Untersuchung 1971 konnten zahlreiche Funde von Keramik und Steingerät der Trichterbecherkultur gemacht werden. Es konnte auch belegt werden, dass in der ausgehenden Jungsteinzeit mehrere Nachbestattungen vorgenommen wurden.